# Estação Termini (Metro de Roma)
Termini é uma estação da Linha A e da Linha B do Metro de Roma.
A estação foi inaugurada no dia 10 de fevereiro de 1955, como uma estação na linha B e transformou-se mais tarde um intercâmbio com a linha A. A estação é encontrada na praça dei Cinquecento, sob a estação ferroviária de Roma Termini. Juntas, as duas estações formam o principal centro de transportes públicos da cidade.

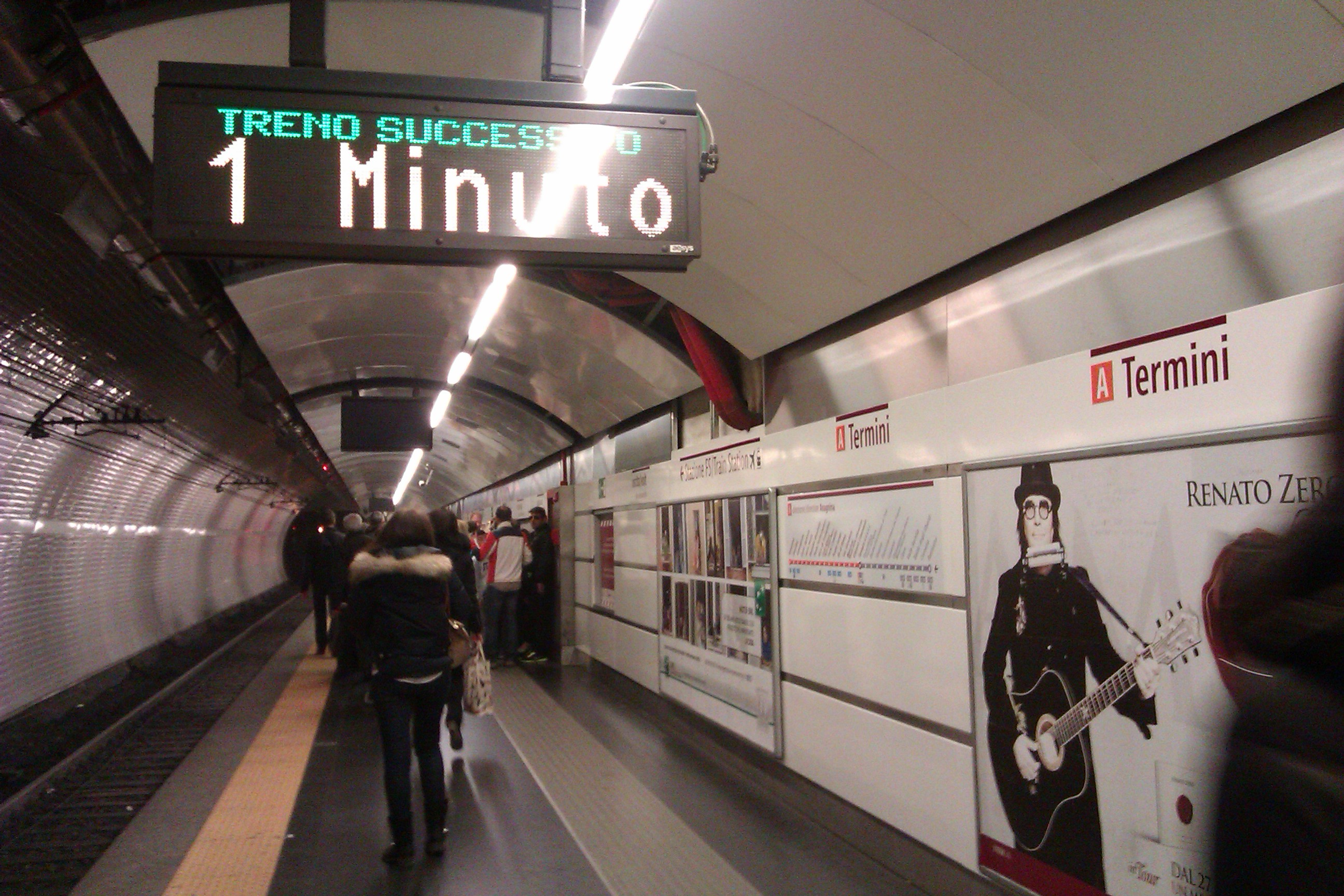
Line A station platform

Termini é atualmente a única estação no sistema do Metro de Roma para prestar serviços de manutenção às linhas A e B. Entretanto, quando a linha C é terminada, a terminais será ainda um ponto de transferência entre as linhas A e B Mas não será mais o único ponto de transferência entre linhas; A linha C terá transferências para a linha A em Ottaviano e San Giovanni e para a linha B no Colosseo. Significará também que não haverá nenhuma estação no sistema que ainda servirá todas as linhas.